# Otto Braun (journalist)
Otto Braun (28. september 1900 – 15. august 1974) var en tysk kommunistisk journalist og funktionær i Tysklands kommunistiske parti med en lang og varieret karriere. Hans vigtigste rolle var som Komintern-agent sendt til Kina i 1934 for at rådgive Kinas kommunistiske parti (KKP) om militær strategi under den kinesiske borgerkrig. På det tidspunkt adopterede Braun et kinesisk navn, Li De (kinesisk: 李德; pinyin: Lǐ Dé); det var først mange år senere, at Otto Braun og "Li De" blev kendt som den samme person.